# جيمس ديجالي
جيمس ديجالي (بالإنجليزية: James DeGale) مواليد 3 فبراير 1986 في هامرسميث، إنجلترا، هو ملاكم محترف إنجليزي. شارك في دورة الألعاب الأولمبية الصيفية سنة 2008 وحقق الميدالية الذهبية فيها.

## إحصائيات
خاض خلال مسيرته 24 نزالا، فاز في 23 وخسر في 1. فاز بالضربة القاضية في 14 نزالا.

## الميداليات
| الميدالية | المسابقة                       |
| --------- | ------------------------------ |
| ذهبية     | الألعاب الأولمبية الصيفية 2008 |
| برونزية   | دورة ألعاب الكومنولث 2006      |

## وصلات خارجية
- جيمس ديجالي على موقع بوكس ريك (الإنجليزية) (registration required)
- جيمس ديجالي على موقع اللجنة الأولمبية الدولية (الإنجليزية)
- جيمس ديجالي على موقع أوليمبيديا (الإنجليزية)
- جيمس ديجالي على موقع اللجنة الأولمبية البريطانية (الإنجليزية)
- جيمس ديجالي على موقع اتحاد ألعاب الكومنولث (مؤرشف) (الإنجليزية)
- جيمس ديجالي على موقع دورة ألعاب الكومنولث 2006 (مؤرشف) (الإنجليزية)

- الموقع الرسمي